# テレビ天助
テレビ天助（テレビてんすけ）は、1955年4月10日から1956年12月30日までNHKテレビで放送された人形劇である。

## 概要
人形劇番組枠『マリオネット』で放送された。好評につき、1年9か月の長期シリーズとなった。

## 放送時間
- 1955年04月10日 - 1956年10月28日：日曜 18:30 - 18:50
- 1956年11月04日 - 1956年12月30日：日曜 18:40 - 19:00

## シリーズ一覧
第○話は部・章・シリーズに相当。
| 話    | タイトル         | 放送回 | 放送期間                        |
| ----- | ---------------- | ------ | ------------------------------- |
| 第1話 | テレビ天助漫遊記 | 12     | 1955年04月10日 - 1955年06月26日 |
| 第2話 | 怪竜コンルン     | 12     | 1955年07月03日 - 1955年09月18日 |
| 第3話 | 巨人ダビドンの謎 | 12     | 1955年10月09日 - 1955年12月25日 |
| 第4話 | 天助 南極に行く  | 12     | 1956年01月08日 - 1956年03月25日 |
| 第5話 | 天助と白狐の鼓   | 13     | 1956年04月01日 - 1956年06月24日 |
| 第6話 | 天助武者修業     | 23     | 1956年07月01日 - 1956年12月30日 |

## スタッフ
- 作：西沢実
- 音楽：斉藤登
- 人形：結城座
- 演出：近江浩一、上本重信

## 声の出演
- 天助：木下喜久子
- 大天狗：太宰久雄
- 桜子、狐：伊藤淳子
- ポンタヌキ：須永宏
- ブ平、船頭、アベ：黒沢良
- チョン之進：梶川武利
- 語り手：武田国久